# Сент-Илер, Жан Анри Жом
Жан Анри Жом Сент-Илер (фр. Jean Henri Jaume Saint-Hilaire; 29 октября 1772, Грасс — 1845) — французский художник, работавший в жанре ботанической иллюстрации; ботаник.
Именно Сент-Илер ввёл в культуру во Франции растение Гречишник красильный (Polygonum tinctorium), из которого производили ценную голубую краску.

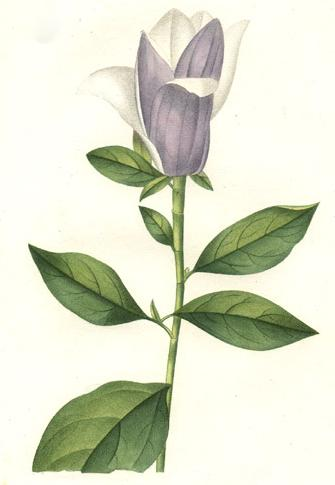
Магнолия обратнояйцевидная (Magnolia obovata). Рисунок Жом Сент-Илера из книги La flore et la pomone françaises…, 1832, том 5, таблица 454

## Растения, описанные Сент-Илером
Жом Сент-Илер — автор нескольких таксонов в ранге семейства:
- Amaryllidaceae J.St.-Hil.
- Crassulaceae J.St.-Hil.
- Lythraceae J.St.-Hil.
- Verbenaceae J.St.-Hil.